# Стикер (графическое изображение)

Пример рекламного стикера

Сти́кер (от англ. sticker — наклейка; этикетка) — графическое изображение, предназначенное для отправки в личных сообщениях, а так же для размещения в статусах в мессенджерах, в социальных сетях, на форумах и в блогах. Чаще всего представляет собой статичный или динамичный эмодзи (анимированный стикер). Также стикеры бывают информационного, рекламного характера, многие блогеры[какие?] относят их к одному из видов баннеров.

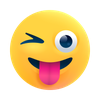
Пример неподвижного стикера (эмоджи)

Стикеры и их тематические серии объединённые в группу называют стикер-паком или набором стикеров. Стикеры и стикер-паки стали популярны у пользователей социальной сети ВКонтакте и распространились в схожем по интерфейсу и функционалу мессенджере Telegram. Анимированные стикеры (движущиеся) получили основное распространение именно в Telegram, где пользователи могут отправлять друг другу «ожившие эмодзи». В сравнении со стандартными (неподвижными) эмодзи, подвижные несут в себе бо́льший объём информации и соответственно передают больше смысла и впечатлений пользователей друг другу.
ВКонтакте и Телеграм популярны своим функционалом в отношении стикеров и позволяют пользователям добавлять свои собственный индивидуальные наборы, что привлекает не только художников-иллюстраторов к созданию новых наборов стикеров, но и обычных пользователей, так как создание стикера из любого изображения требует лишь удаления фона изображения, что на момент 2024 года может сделать за несколько кликов любая из обученных этому нейросетей (коих в интернете насчитывается десятки штук).

## Описание
Стикер представляет собой изображение размерами 88×15 пикселей (реже 80×15 пикселей). Стикеры визуально разделены на 2 части, причём левая часть примерно в 2,5 раза меньше правой. В левой части обычно располагается логотип какого-либо сайта или текстовая надпись, характеризующая данный сайт. Например, в левой части часто пишут RSS, Blog и подобные слова. В правой части непосредственно располагается название сайта, его адрес или автор блога.

## История
Изначально стикеры были размерами 80×15 пикселей и использовались в качестве кнопок для подписки на RSS ленты. В блогах очень быстро прижился этот стандарт баннеров, но с развитием компьютерной графики более новые стандарты практически полностью вытеснили стикеры из блогосферы. В последние годы стикеры стали возвращаться в блоги и форумы, но уже размерами 88×15 пикселей. Но все же они не уступают современным стандартам баннеров в количестве доносимой информации до пользователя.

## Современные тенденции
В современных блогах наиболее широкое распространение получили стикеры размерами 88×15. Это произошло из-за стандартизации баннеров размерами 88×31, или, как их часто называют, «кнопки». Размещение в одной колонке баннеров 88×31 и стикеров 80×15 создавало некоторые проблемы в правильном отображении дизайна блога, так как баннеры имели разную ширину. Сейчас блогеры используют чаще всего стикеры размерами 88×15, для удобного обмена с другими блогами и сохранения оригинального дизайна сайта.
Современные стикеры, как и баннеры, можно размещать не только внутри сайта, выделяя для него специальное место, но и поверх страницы, используя технологию Скролл. Он не двигается, не раскрывается и меньше раздражает аудиторию. С другой стороны, ознакомившись с содержанием страницы, пользователь видит стикер и, если фраза его привлекает, переходит на сайт Рекламодателя. Трафик со стикера может быть как тематическим, так и контекстным.